# 이재명 (독립운동가)
이재명(李在明, 1887년 10월 16일 ~ 1910년 9월 30일)은 대한제국 시기의 독립운동가이다. 약관의 나이로 이완용을 처단하려 했으나 실패 후 체포되어 사형 판결을 받고 형장에서 순국했다. 아명은 이수길(李秀吉)이며, 개신교인이다. 본관은 진안(鎭安)이다.

## 생애
1887년(고종 24년) 평안북도 선천에서 출생했고 평안남도 대동에서 유아기를 보냈다. 1890년 가족과 함께 평안남도 평양에 이주하여 주로 평양에서 성장했으며 개신교계 사립학교인 일신학교(日新學校)를 졸업했다.
1904년 하와이로 노동 이민을 떠났다가 1906년 3월 샌프란시스코로 이주했고, 이때 안창호가 설립한 공립협회에 가입했다.
1907년, 을사늑약과 한일신협약 체결되자 공립협회는 매국노 처단을 결의했고 이재명은 그 실행자로 자원, 같은 해 10월 도쿄와 나가사키를 거쳐 귀국했다. 이후, 서울과 평양에서 동지들을 규합, 이토 히로부미 등 일본 주요 인사와 이완용, 송병준, 이용구 등 친일 매국노들을 처단하고 민족정기의 구현과 국권수호를 위한 독립운동을 전개할 것을 결의했다.
1909년 1월, 순종 황제의 평안도 순시에 동행한 이토 히로부미 통감을 암살할 계획을 세우고, 동지 몇 사람과 함께 평양역 부근에서 대기했으나, 이토 히로부미 곁에 있던 융희황제의 안전을 우려한 안창호의 만류로 포기했다. 이후, 원산을 거쳐 연해주로 근거지를 옮겼다가, 같은 해 10월 26일 안중근이 이토 히로부미 암살에 성공했다는 소식을 듣고 귀국했다.
이재명은 매국노를 먼저 처단하는 것이 국권수호의 길이라 여기고 이완용을 비롯한 을사오적신을 죽이기로 계획하였다. 1909년 12월 22일, 종현천주교회당(鍾峴天主敎會堂, 현 서울 명동성당)에서 같은 달 17일에 사망한 벨기에 국왕 레오폴 2세 추도식이 열렸다. 이 추도식에 이완용이 참석한다는 신문 기사를 본 이재명은 군밤장수로 변장하고 교회당 문밖에서 기다리고 있다가, 오전 11시 30분경 식장에서 나와 인력거를 타고 지나는 이완용을 보고 칼을 들고 달려들었다. 인력거꾼 박원문이 제지하자 칼로 제압한 뒤, 이완용의 허리를 찔렀다. 이완용이 인력거 아래로 떨어지자 어깨 등을 여러 차례 찌른 뒤, 이완용이 죽었다고 판단하고 "대한독립만세"를 외쳤다. 거사 직후, 일본 순사의 칼에 왼쪽 넓적다리를 찔리는 중상을 입고 체포되었다.
이완용은 갈비뼈 사이로 폐를 찔리고 치명상을 입은 듯 했으나, 대한의원(현 서울대학교병원의 전신)으로 후송돼 일본인 의사들이 집도한 외과 수술로 겨우 목숨만은 건졌다.
이재명 의사는 이완용에 대한 살인 미수 혐의로 곧 재판정에 섰으며, 공판에서 일본의 악행을 꾸짖고 이완용을 찌른 것이 의거였다며 스스로 변호했다. 다음은 일본을 꾸짖은 내용이다.
| “ | 나는 흉행이 아니고 당당한 의행을 한 것이다. 이 일에 찬성한 사람은 2000만 민족이다. 왜법(倭法)이 불평하여 나의 생명을 빼앗기는 하나 나의 충혼은 빼앗지 못할 것이다. 나는 죽어 수십만명의 이재명으로 환생하여 기어이 일본을 망하게 하고 말겠다. | ” |

1910년 5월 18일, 경성지법에서 사형 선고가 확정된 뒤, 다음과 같은 최후 진술을 남겼다.
| “ | 공평치 못한 법률로 내 목숨을 빼앗을 수는 있으나 나의 충혼, 의혼은 절대 빼앗지 못할 것이다. 한번 죽음은 슬프지 않다. 생전에 이루지 못한 일이 한심스러울 뿐이다. 내 결코 죽어서 그 원한을 갚을 것이다. | ” |

1910년 9월 30일, 경성감옥(현 서대문형무소) 형장에서 24세의 나이로 순국했다.
의거를 공모한 조창호, 이동수, 김정익 등 11명의 관련자들도 중형을 선고받고 옥고를 치렀다.

## 사후
- 1962년 건국훈장 대통령장이 추서되었고, 2001년 12월 대한민국 국가보훈처에 의해 이 달의 독립운동가로 선정됐다.
- 1999년 명동성당 입구 쪽에 의거터가 표석으로 표시돼 있다.
- 박상우의 장편소설 《칼》[9] 이 이재명과 그의 의거를 소재로 한 것이다.
- 2001년 진안 이씨 후손들이 전북 진안군 군하리에 그의 의거를 기리는 동상을 세웠다.[3]

## 같이 보기
- 독립유공자로 대통령장을 수여받은 사람

## 참고자료
- 이재명 : 독립유공자 공훈록 - 국가보훈처
- 2001년 12월 이달의 독립운동가 - 이재명
- 윤덕한 (1999년 7월 1일). 〈13. 이재명 의사의 칼을 맞다〉. 《이완용 평전》. 서울: 중심. ISBN 89-950404-1-6.